# Jasenovský potok (dopływ Rajčanki)
Jasenovský potok – potok w północno-zachodniej Słowacji, lewy dopływ rzeki Rajčanka. Cały tok na terenie powiatu żylińskiego.
Wypływa na wysokości ok. 670 m w dolinie po północno-wschodniej stronie szczytu Dubica w Sulowskich Skałach. Początkowo płynie w kierunku wschodnim przez porośnięte lasem Sulowskie Skały, potem w kierunku południowo-wschodnim przez bezleśne obszary wsi Jasenové w Kotlinie Rajeckiej. Uchodzi do Rajčanki na wysokości 430 m.
Jasenovský potok ma długość 9,3 km i jeden dopływ w Sulowskich Skałach.